# ¡Tango!
¡Tango! es una película musical argentina en blanco y negro que se estrenó el 27 de abril de 1933 dirigida por Luis Moglia Barth. Es la primera producción de la empresa que luego sería Argentina Sono Film y el primer filme argentino en utilizar el sistema Movietone de sonido óptico.

## Argumento

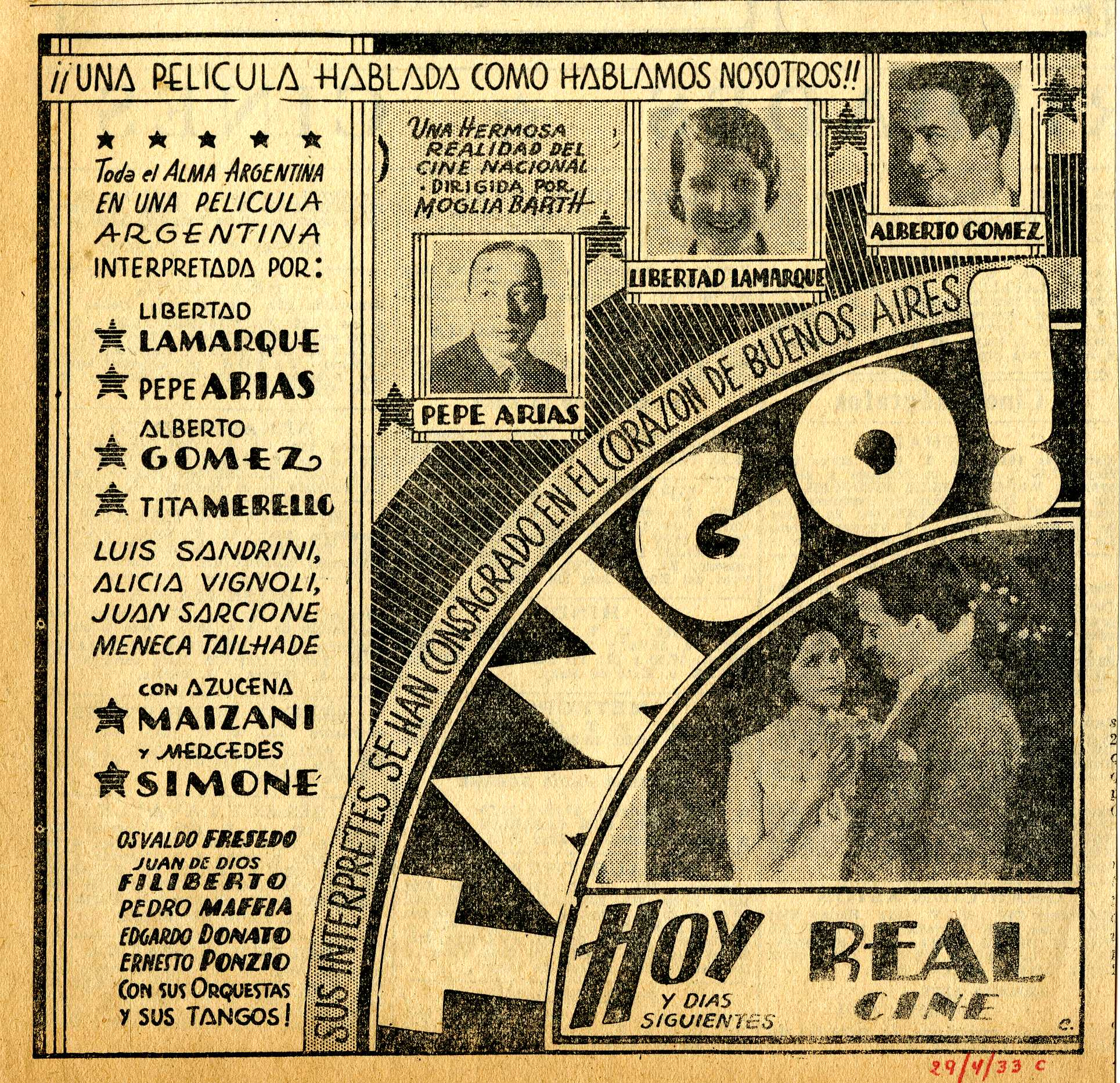
¡¡Una película hablada como hablamos nosotros!! Publicidad de la película en un periódico del 29 de abril de 1933.

La película se relaciona con ámbitos musicales y pocos diálogos entre los personajes, lo que llevó a tener historias con varias similitudes en el cine argentino en películas posteriores. El inicio de la película se demuestran canciones de tangos interpretada por varios artistas mientras bailan al ritmo de la canción. Y su trama se centra en las canciones del Tango, ya que muchas de estas hablan de la seducción de una niña de barrio que es pobre e inocente por un hombre con clase alta , quien le promete una vida glamourosa posteriormente, pero la abandona cuando sus miradas se desvanecen. 
Se demuestra el caso de un cantor de tango que vive en Buenos Aires, que es abandonado por su joven novia, quien se escapa con el guapo del barrio en el cual ella vivía. Los pensamientos del cantor solo se dirigen hacia ella, y este marcha a París para buscarla, pero sin saber que ella sigue en Buenos Aires.

## Personajes

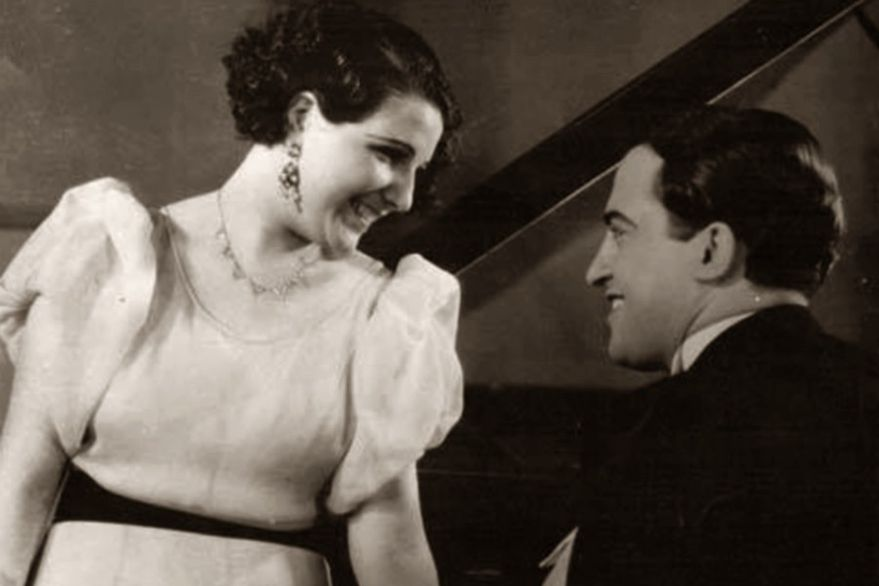
Libertad Lamarque y Alberto Gómez en el film.

- Tita Merello como Tita.
- Libertad Lamarque como Elena.
- Alberto Gómez como Alberto.
- Pepe Arias como Pepe el Bonito.
- Juan D'Arienzo como él mismo.
- Luis Sandrini como Berretín.
- Juan Sarcione como Malandra.
- Azucena Maizani como ella misma.
- Mercedes Simone como ella misma.

Otros
- Alicia Vignoli como Alicia.
- Meneca Tailhade como Mecha.
- Juan D'Arienzo.
- Juan de Dios Filiberto.
- Edgardo Donato.
- Osvaldo Fresedo.
- Pedro Maffia.

## Producción
La película fue reconocida en la época de los años 30s y recordada como uno de los grandes clásicos argentinos, ya que mayormente se trataban de películas musicales. Además, el color fue en blanco y negro con la dirección de Luis Moglia Barth, quien también colaboró en el guion junto a Carlos de la Púa, el encargado del guion. 
De la Púa además, tuvo que buscar en varios teatros de Buenos Aires, a músicos que puedan tocar en la película mientras cantaba la actriz Tita Merello, quien lleva un papel principal junto a Alberto Gómez y Libertad Lamarque. Aunque también contó con las orquestas de tango de Juan de Dios Filiberto, Osvaldo Fresedo y Pedro Maffia. La productora Argentina Sono Film tuvo su primera producción creando dicha película, ya que su fundación fue en 1933. La película mostró fuerte influencia de Hollywood en su cine técnico. Fue el primer largometraje de sonido óptico que se produce en la Argentina, en el nuevo estudio de sonido óptica de Argentina Sono Film. 
El estreno del filme se llevó el 27 de abril de 1933 y se constituyó en la primera película nacional en ser hablada y cantada. El éxito logrado por los artistas protagonistas hizo que tuvieran grandes influencias en el tango. La actriz Libertad Lamarque que había trabajado anteriormente en el cine mudo inicia con esta película su carrera en el cine sonoro y posteriormente reconocida totalmente con gran éxito durante su carrera posteriormente en México. El costo de la película fue de 20.000 pesos con una recaudación mayor.
¡Tango! reunió en su elenco a lo más popular y querible de los espectadores de aquella época. Los nombres de Libertad Lamarque, Azucena Maizani, Luis Sandrini, Tita Merello, Pepe Arias, Alberto Gómez, Mercedes Simone, Alicia Vignoli y Juan Sarcione se unían a las orquestas famosas de Buenos Aires.
¡Tango! recorría esa atmósfera musical con acordes y letras de otros no menos talentosos cultores de la época, Manuel Romero, Sebastián Piana, Rodolfo Sciammarella y Homero Manzi, entre otros.